# Prisma de Dove

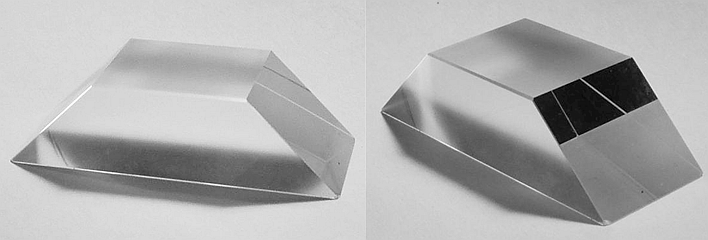
Vistes diferents d'un prisma de Dove

Un prisma de Dove és un tipus de prisma òptic reflectiu emprat per invertir una imatge. El seu nom es deu al seu inventor, Heinrich Wilhelm Dove. Consisteix en un prisma triangular en angle recte truncat. La llum en entrar per un dels extrems es reflecteix en la faceta del fons per un procés de reflexió interna total i surt per l'oposada. Atès que la imatge només es reflecteix una vegada aquesta, a més de rotar 180° s'inverteix. Una particularitat d'aquests prismes és que en girar-los sobre el seu eix longitudinal la imatge transmesa gira el doble que el prisma, de manera que poden fer girar un feix de llum a un angle arbitrari, el que els fa útils en aplicacions com interferometria, astronomia i reconeixement de formes.